# Popé

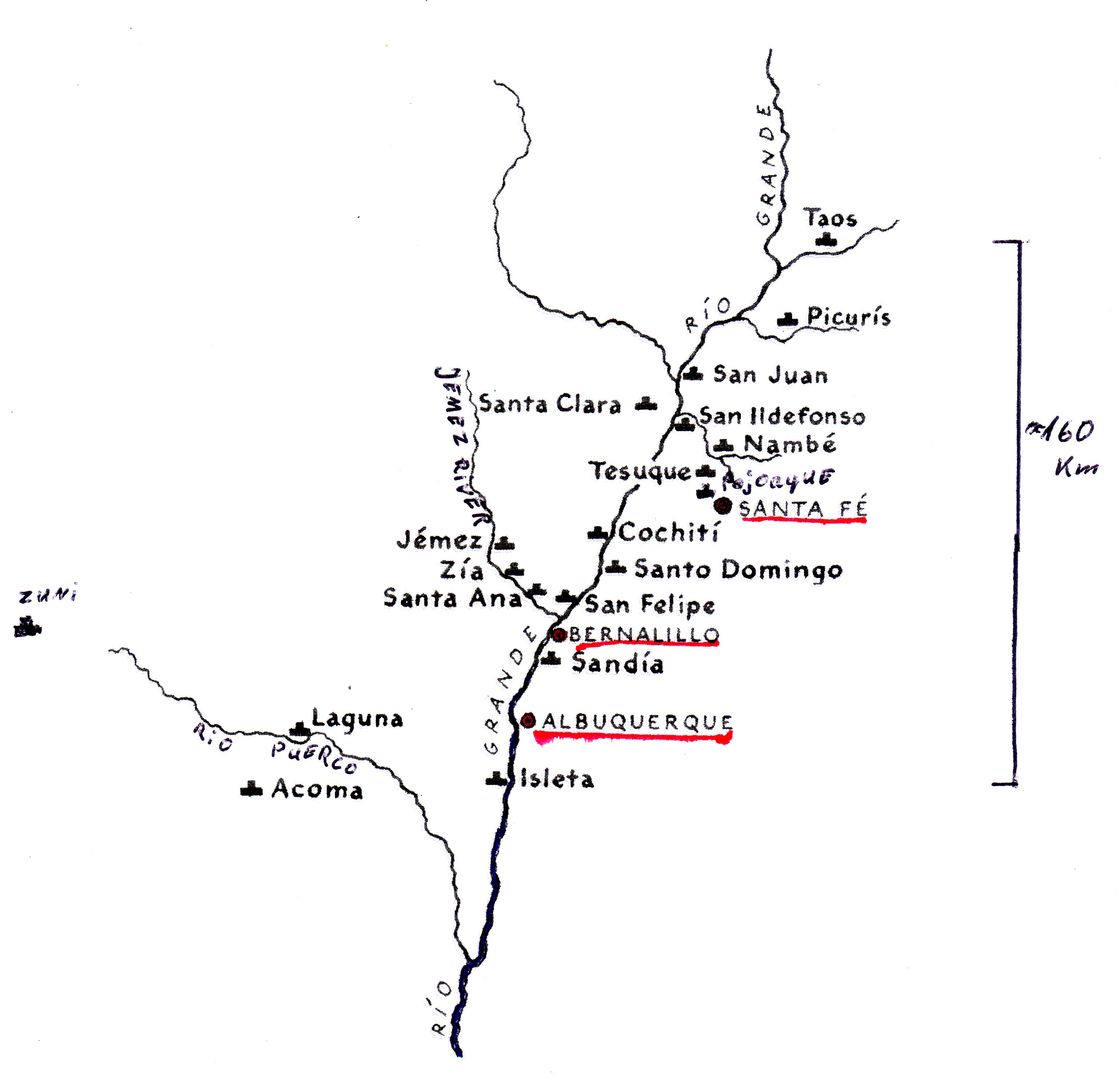
Osiedla Indian Pueblo w dolinie Rio Grande

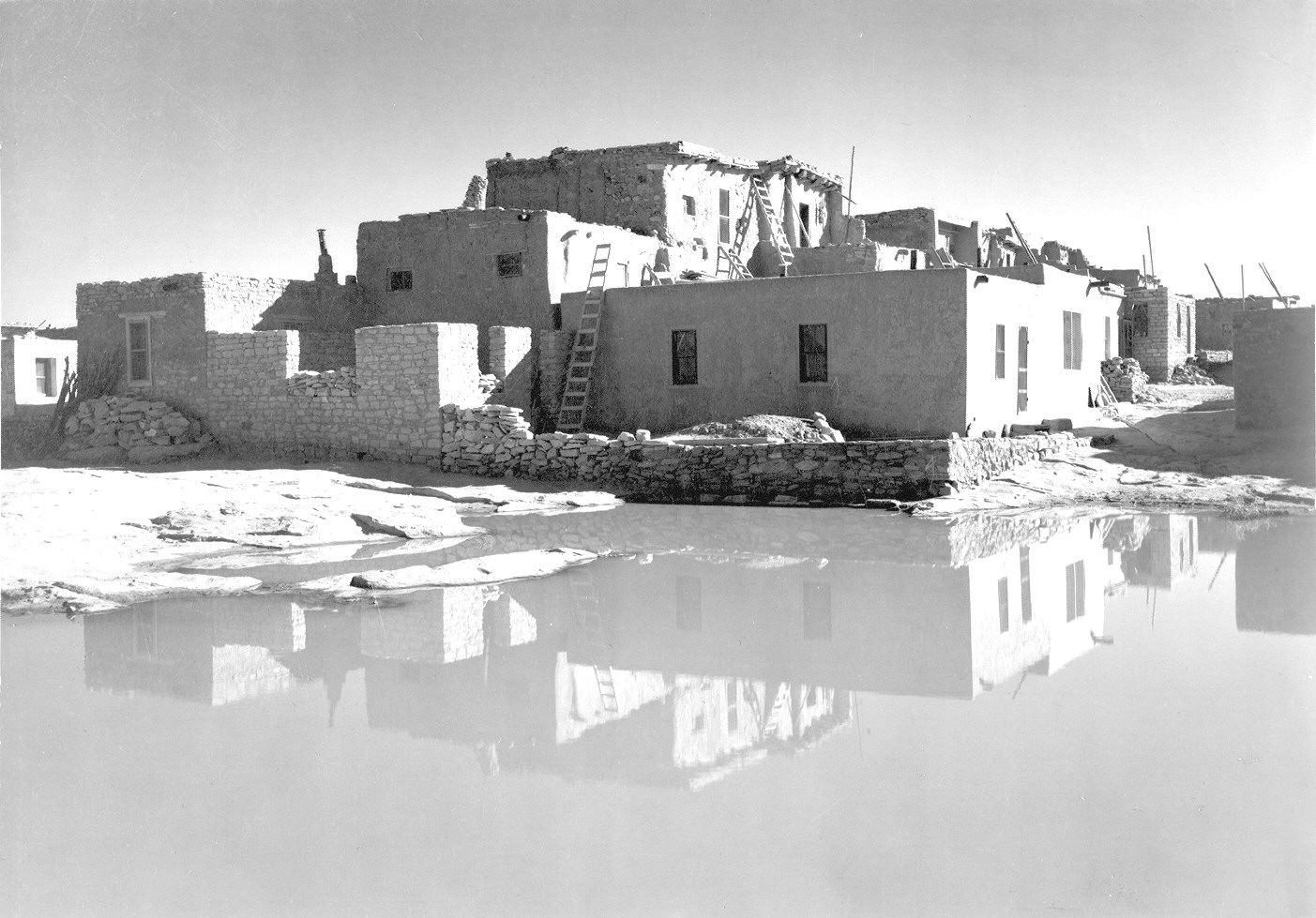
Pueblo Acoma. Fotografia Ansel Adams, 1941-42

Popé (Po'pay) (ur. ok. 1630  – zm. 1688) – lider religijny Indian Pueblo z północnoamerykańskiego plemienia Hopi Tewa z osiedla Ohkay Owingeh (dawnej zwanego Pueblo San Juan), przywódca powstania Indian Pueblo z Nowego Meksyku przeciwko hiszpańskim kolonizatorom w 1680 r. - jedynego skutecznego powstania Indian przeciw kolonizatorom na zachód od Missisipi.

## Życiorys
O szczegółach z życia Popé, zwłaszcza tych niezwiązanych z rebelią, zachowało się niewiele informacji. Wiadomo jedynie, że Popé był jednym z 47 tubylców oskarżonych, aresztowanych i skazanych za praktykowanie "czarów" w 1675 r. Trzech ze skazanych Hiszpanie zabrali do ich wiosek w celu wykonania tam pokazowych wyroków. Dwóch z nich zostało powieszonych, a jeden powiesił się sam, zanim wykonano na nim wyrok śmierci. Pozostałych 44 - w tym Popé - zostało publicznie wychłostanych i skazanych na więzienie.
Kiedy wieści o tym rozeszły się wśród Pueblo, ich liderzy udali się z dużą liczbą wojowników do Santa Fe, gdzie przetrzymywano skazanych. Hiszpański gubernator Juan Francisco de Treviño zmuszony był uwolnić więźniów, bowiem wielu żołnierzy z lokalnego garnizonu walczyło w tym czasie z Apaczami. Zły na kolonizatorów Popé wrócił do domu i krótko potem przeniósł się do puebla Taos, gdzie prawdopodobnie zaplanowano powstanie 1680 r. Celem powstania Indian Pueblo było usunięcie hiszpańskich osadników i misjonarzy z ziem Indian Pueblo oraz utrzymanie tradycyjnego stylu życia i religii plemienia.
Zbrojny bunt pod przywództwem Popé'a zaplanowano w tajemnicy przed Hiszpanami (a także kobietami z plemienia) na 13 sierpnia. Jednak z obawy przed zdradą wybuch powstania przyspieszono w ostatniej chwili i już 10 sierpnia zaatakowano misje i rozpoczęto oblężenie Santa Fe. Według samych Hiszpanów, już pierwszy atak Indian spowodował śmierć ok. 500 hiszpańskich kolonistów, w tym 21 księży. W dziesiątym dniu oblężenia stu obrońców Santa Fe zabiło w niespodziewanym wypadzie za mury ok. dwustu napastników i wycofało się do fortu, gdzie na rynku powieszono 47 wziętych do niewoli Indian. Był to jednak jeden z nielicznych sukcesów Hiszpanów podczas całej rebelii.
W tym samym czasie Popé realizował plan usuwania hiszpańskich śladów z pozostałych terenów. Zabroniono m.in. używania hiszpańskich nazw i języka, a ochrzczonych Indian "oczyszczano" wywarem z jukki. Niszczono też katolickie kaplice i przedmioty kultu, a sam Popé, ubrany odświętnie, wizytował kolejne puebla, witany w nich entuzjastycznie.
Rebelia Pueblo zakończyła się pełnym sukcesem, a około 2400 Hiszpanów musiało opuścić niemal cały Nowy Meksyk. Popé miał jednak skłonności do despotyzmu, a gdy kraj Pueblo nawiedziły susze oraz ataki Apaczów i Ute, został zmuszony do ustąpienia na rzecz Luisa Tupatu z osiedla Picuris. W 1688 r. odzyskał na pewien czas wpływy (przynajmniej w niektórych pueblach), lecz krótko potem zmarł.
W 1692 r., po śmierci Popé'a, Hiszpanie pod wodzą Diego de Vargasa odzyskali stopniowo kontrolę nad ludem Pueblo, ale tym razem na łagodniejszych warunkach. Przez dłuższy czas nie podejmowali np. prób wykorzenienia ich języka i religii, dzięki czemu przetrwały one do dziś. Z tego powodu współcześni mieszkańcy Nowego Meksyku uhonorowali swego lokalnego patriotę Popé'a pomnikiem, który odsłonięto w Waszyngtonie 22 września 2005 r. Autorem pomnika jest artysta z plemienia Pueblo, Cliff Fragua.